# Otto Nordlund
Otto Vilhelm Nordlund, född 29 augusti 1888 i Gräsmarks församling, Värmlands län, död 8 juni 1952 i Karlstads församling, Värmlands län, var en svensk domkyrkoorganist.

## Biografi
Otto Nordlund föddes 1888 i Gräsmarks socken. Han var son till Johannes Jansson och Anna Jonsson. Nordlund studerade vid Musikaliska Akademien för bland annat Lennart Lundberg och senare för professor Ignaz Friedman. Han konserterade i Sverige och utomlands och blev 1923 domkyrkoorganist i Karlstads församling.
Nordlund var även verksam som pianist, komponerade kantater och sånger, gjorde transkriptioner och arrangerade folkvisor.